# پایگاه هوایی اینگلند
پایگاه هوایی اینگلند (به انگلیسی: England Air Force Base) یک پایگاه پیشین نیروی هوایی ایالات متحدهٔ آمریکا در لوئیزیانا بود. این پایگاه در ۷ کیلومتری شمال غربی الکساندریا در نیواورلئان واقع است. در آغاز این پایگاه پادگان الکساندریا نامیده می‌شد، ولی در تاریخ ۲۳ ژوئن ۱۹۵۵ به افتخار سرهنگ دوم جان بروک اینگلند(۱۹۵۴-۱۹۲۳)، اینگلند نامیده شد.
این پایگاه در تاریخ ۲۱ اکتبر ۱۹۴۲ بر پا گردید و در خلال جنگ جهانی دوم برای آموزش خلبانی بویینگ بی-۱۷ بهره برداری می‌شد. این پایگاه در تاریخ ۲۳ سپتامبر ۱۹۴۶ تعطیل گردید گرچه کادر کوچکی از نیروی زمینی و هوایی تا اواخر دهه ۱۹۴۰ در فرودگاه الکساندریا کار می‌کردند.
این پایگاه در تاریخ ۱۰ اکتبر ۱۹۵۰ در خلال جنگ کره دوباره به وسیله نیروی هوایی ایالات متحده فعال گردید. ماموریت اولیه پایگاه عملیات جنگنده‌های تاکتیکی برای فرماندهی هوایی تاکتیکی بود.
این پایگاه در سال ۱۹۹۲ دوباره تعطیل شد و امروزه فرودگاه بین‌المللی الکساندریا نام دارد.